# Pristella maxillaris
Pristella maxillaris is een straalvinnige vissensoort uit de familie van de karperzalmen (Characidae). De wetenschappelijke naam van de soort is voor het eerst geldig gepubliceerd in 1894 door Ulrey. De vis stond in Nederland vroeger bekend als Pristella riddlei, wat nog altijd de naam is van een aquariumvereniging in Emmen. Het is een vis die in aquaria wordt gehouden.